# Georges Pontier
Georges Paul Pontier (n. Lavaur, Mediodía-Pirineos, Francia, 1 de mayo de 1943) es un arzobispo católico, teólogo, historiador de la literatura y profesor francés. Fue ordenado sacerdote para la Diócesis de Albi en 1966. 
Fue arzobispo metropolitano de Marsella hasta el 8 de agosto de 2019 y Presidente de la Conferencia de los Obispos de Francia. Fue Administrador Apostólico de Aviñón y desde el 2 de diciembre de 2021 al 23 de mayo de 2022 fungió como Administrador Apostólico de París.

## Inicios y formación
Nacido en la comuna francesa de Lavaur, el día 1 de mayo de 1943. Sus padres son Pierre y Marie.
En su juventud descubrió su vocación por el sacerdocio y decidió ingresar en el Seminario Mayor de Albi, en el cual hizo su formación eclesiástica.
Luego marchó hacia Italia para completar sus estudios, obteniendo una Licenciatura en Teología por la Pontificia Universidad Gregoriana de Roma. A su regreso a Francia, obtuvo una Maestría en Historia de la literatura moderna por la Universidad de Toulouse.

### Trabajo pastoral
El 3 de julio de 1966 fue ordenado sacerdote para la Diócesis de Albi, por el entonces obispo Mons. Claude Dupuy.
Tras su ordenación, estuvo trabajando como profesor, director espiritual y rector en el Seminario de Saint-Sulpice-la-Pointe, además fue vicario arcipreste de la Catedral de Santa Cecilia de Albi y más tarde vicario episcopal de la misma.

## Carrera episcopal
Ya el 2 de febrero de 1988 ascendió al episcopado, cuando fue nombrado por el Papa Juan Pablo II, como Obispo de la Diócesis de Digne, Riez y Sisteron.
Recibió la consagración episcopal el 20 de marzo, a manos del cardenal-arzobispo de Marsella Mons. Robert-Joseph Coffy y de sus co-consagrantes, el también cardenal-arzobispo de Aix Mons. Bernard Panafieu y el arzobispo de Albi Mons. Joseph Rabine.
Luego el 5 de agosto de 1996, fue transferido como Obispo de la La Rochelle.
Durante este tiempo, hasta 1999 presidió el Comité episcopal Francia-América Latina y de 2001 a 2007 ha sido Vicepresidente y miembro del Consejo Permanente de la Conferencia de los Obispos de Francia (CEF).
Actualmente desde el 12 de mayo de 2006, tras haber sido nombrado por el Papa Benedicto XVI, es el nuevo Arzobispo metropolitano de la Arquidiócesis de Marsella. En este cargo sucede al cardenal Bernard Panafieu quien ha renunciado tras haber alcanzado el límite de edad.
El 11 de junio tomó posesión oficial de esta sede y el 29 de junio en la Basílica de San Pedro de la Ciudad del Vaticano, recibió el palio a manos del sumo pontífice.
Al mismo tiempo en la conferencia episcopal francesa, comenzó a dirigir el Comité de Proyectos y Estudios.
Y el 17 de abril de 2013 fue elegido Presidente de esta institución, sucediendo al cardenal André Vingt-Trois. El 3 de abril de 2019 fue sucedido por Eric de Moulins-Beaufort.
El 9 de septiembre de 2014 fue nombrado por el Papa Francisco, como Padre Sinodal del Sínodo extraordinario de obispos sobre la familia, que fue presidido y convocado por el sumo pontífice y tuvo lugar entre los días 5 y 19 de octubre en la Ciudad del Vaticano.
Durante el 2021 fungió como Administrador Apostólico de Aviñón y el 2 de diciembre de 2021 fue nombrado Administrador Apostólico de París.

## Condecoración
| Distinción                      | Período            | Lugar              | Otorgado por      |
| ------------------------------- | ------------------ | ------------------ | ----------------- |
| Caballero de la Legión de Honor | 3 de abril de 2015 | República Francesa | François Hollande |